# 劉雲平
劉雲平（1969年3月29日—），即泰德·W·劉（英語：Ted W. Lieu），臺灣裔美國人，出生於臺北市，自幼隨父母移民美国，曾任美国空军預備役上校、加利福尼亞州州參議員，現任民主黨籍聯邦眾議員，是继吳振偉之后，第二位出生於臺灣的聯邦眾議員。

## 生平
劉雲平生於台北市，父母均為戰後遷台的台灣外省人，分別來自河北、福建，後隨父母移民至俄亥俄州克里夫蘭，在此長大。1991年在史丹福大學取得計算機科學理学学士以及政治科學文学学士學位。1994年在乔治城大学法律中心取得法律博士。
2014年1月，刘云平投票支持加州参议院SCA-5法案。该法案提议删除加州209法案中有关公立教育不得考虑种族、性别和族群因素的条款。但刘云平后来因法案會影響華人的教育及就業機會改变立场，协助搁置SCA-5法案。
刘云平在2014年11月美國中期選舉中，以55%的得票率成功击败对手，成为继赵美心、孟昭文之后第三位华裔众议员。

## 相關事件
2021年6月3日，刘云平发推声称对美国的COVID-19新冠病毒疫苗全球获取机制（COVAX）持有分歧，他认为在疫苗不足的情况下，应当给予印度这样的盟国而不是伊朗这样的敌国。该言论引发了伊朗裔群体的强烈反对，刘云平因此被指控有伊斯兰恐惧症。美国伊朗裔委员会（NIAC）发出了一份请愿书，呼吁刘云平收回他的声明。

|          | Ted Lieu | Twitter的logo，一个风格化的小蓝鸟 |
| @tedlieu |          | Twitter的logo，一个风格化的小蓝鸟 |

英語：
在疫苗分发（政策）上，我强烈地反对拜登政府。我们应当优先帮助我们的盟友而不是让第三方机构来决定疫苗的分发。如果疫苗数量不足的话，我们应该帮助印度还是伊朗？当然是印度。
2021-06-03

## 腳注
1. ↑  . Senator Ted Lieu.   [2012-04-30]. （原始内容存档于2012-07-16）.
2. ↑  Rizo, Chris. . LegalNewsline. 2010-02-08  [2014-07-15]. （原始内容存档于2013-01-28）.
3. ↑  .   [2023-09-13]. （原始内容存档于2023-09-13）.
4. ↑  Ali Harb. .   [2021-06-06]. （原始内容存档于2021-06-06）.
5. ↑  Ted Lieu [@tedlieu].  (推文). 2021-06-03 –Twitter.